# Toyonaka
Toyonaka (豊中市?) è una città giapponese della prefettura di Ōsaka. Nel 2021 la popolazione aveva una popolazione stimata di 401 233 persone, con una densità media di 11.026 persone per km². L'area totale è di 36,39 km². Toyonaka è una città prevalentemente residenziale, e include la Nuova città di Senri, ed è ben collegata da vari mezzi di trasporto alle città vicine, fra cui la contigua Osaka, verso cui molti dei suoi residenti si recano ogni giorno per lavorare. A Toyonaka si trovano anche i campus dell'Università di Osaka e dell'Osaka Music College, nonché il consolato Russo di Osaka.

## Storia
Sin dai tempi antichi Toyonaka ha avuto una popolazione notevole, e fu teatro di alcune battaglie della guerra Jōkyū. 
La città fu fondata il 15 ottobre 1936.

## Infrastrutture e trasporti
L'Aeroporto Internazionale di Osaka è in parte situato a Toyonaka, anche se generalmente associato alla vicina città di Itami. La città è servita dalla Monorotaia di Ōsaka (stazioni di Shibahara, Hotarugaike, Aeroporto internazionale di Osaka e di Senri-Chūō), dalla linea Hankyū Takarazuka (stazioni di Shōnai, Hattori, Sone, Okamachi, Toyonaka e di Hotarugaike), e dalla linea Midōsuji della metropolitana di Osaka. 
Oltre ai trasporti su ferro, in città è possibile muoversi anche tramite i bus.

## Punti di interesse
- Arboreto Hattori Ryokuchi
- Parco Hattori Ryokuchi
- Università di Osaka
- Tato House
- Yoshi

## Amministrazione

### Gemellaggi
San Mateo (California)